# Himantura microphthalma
Himantura microphthalma är en rockeart som först beskrevs av Chen 1948.  Himantura microphthalma ingår i släktet Himantura och familjen spjutrockor. Inga underarter finns listade i Catalogue of Life.